# Вулканы Украины

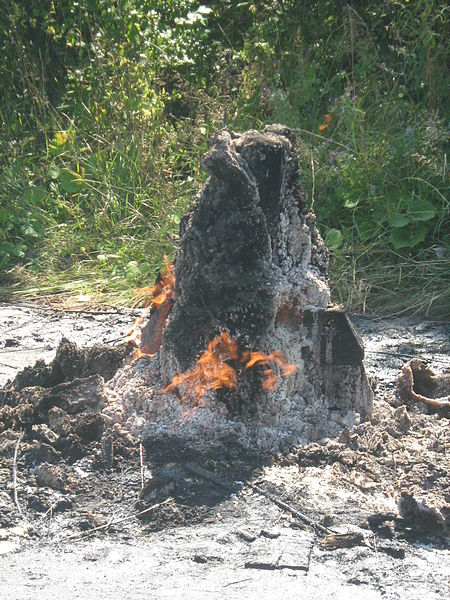
Грязевой вулкан в селе Старуня

Единственный на Украине активный вулкан находится в селе Старуня Ивано-Франковского района Ивано-Франковской области. На полуострове Крым находятся уже остывшие вулканы, такие как Карадаг и Фиолент.

## Чудо-Старуня
Вблизи одноимённого села Старуня на месте старого озокеритового промысла есть небольшая местность, название которой — Чудо-Старуня. Местность обладает свойством реагировать на малейшую сейсмическую активность, даже если она происходит в соседних странах. Чудо-Старуня реагирует на землетрясения, происходящие в радиусе 3-6 тысяч километров в Румынии, Италии, Германии, Ираке, на Кавказе и даже в Средней Азии. В результате землетрясения в Румынии, а также под влиянием человеческой деятельности (нефтедобыча), здесь появился небольшой грязевой вулкан, который получил название в честь села Старуня. Вулканов, подобных ему, не существует.
Более века назад в этих местах начали разработку месторождений нефти и озокерита. Грунтовые воды, насыщавшиеся кислородом, проникали вглубь земли на тысячу метров, окисляли нефть, в результате чего происходил приток тепловой энергии, питающей вулкан до сих пор. Впервые вулкан дал о себе знать в 1977 г. после землетрясения в румынских горах Вранча. Тогда на холме диаметром около 50 метров появились первые кратеры, из которых выплескивалась высотой в 3 метров жидкость, газ и грязи. 

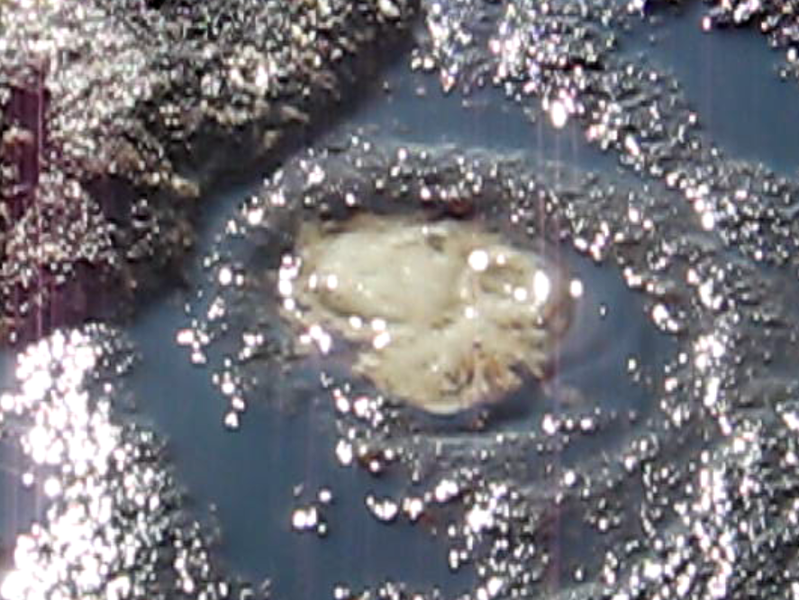
Грязевой вулкан в селе Старуня

На данный момент вулкан имеет 8 кратеров и 12 непостоянных маленьких кратеров, которые выделяют газ, воду, глинистую пульпу, а порой нефть и её составляющие. Высота вулкана – 3 м, а длина глинистых потоков – 10-60 м. В то же время Старунский грязевой вулкан является очень оздоровительным. Озокерит, горячие грязи и воды высокой минерализации обладают ценными лечебными свойствами.
Что касается гипотез возникновения этого геологического памятника, то по самой распространённой из них, вулкан образовался на антиклинальной складке (выпуклой структуре, имеющей несколько разломов земной коры) и благодаря некоторым физико-химическим процессам, происходящим на глубине 600-1000 м, осуществляется извержение грязей и минеральной воды. Здесь же формируются соединения свинца и цинка, проявляют себя тектонические движения. Только за первые 7 лет территория Старунского грязевого вулкана выросла на 1 метр.
Несмотря на то, что землю в этом месте начали раскапывать достаточно давно, вулкан проснулся не сразу. Для этого ему нужен был толчок. Он и произошел в 1977 году, во время землетрясения в Румынии. Тогда с трехметрового кратера началось извержение грязи и газов. С тех пор грязь в кратере не перестает булькать, а сам он живо реагирует на любую сейсмическую активность, даже очень отдалённую.